# Église Santa Maria di Castello de Gênes
L'église Santa Maria di Castello  (en italien: Chiesa di Santa Maria di Castello ) est un édifice religieux situé dans le centre historique de Gênes. La paroisse fait partie du vicariat centre-est de l'archidiocèse de Gênes.

## Historique et description
La colline Castello ou Sarzano est considérée comme le plus ancien endroit habité de Gênes, l'ancien neapolis de l'antiquité.
L'endroit comporte la Torre Embriaci et le couvent Santa Maria di Castello. Le plateau Campopisano constituait le symbole de la victoire navale de la république de Gênes  sur celle de Pise.
L'ensemble religieux formé par l'église et le couvent Santa Maria di Castello est un des plus anciens lieux de culte du christianisme à Gênes et se situe sur la zone dénommée  Castello, l'ancien castrum romain (forteresse) qui depuis la piazza Embriaci jusqu'à la piazza Sarzano est considéré comme étant l'endroit habité le plus ancien de la ville (-1000| 1000 av. J.-C.).
L'ensemble est administré par les Dominicains.
L'église qui est flanquée de la grande torre degli Embriaci est un édifice de style roman et a été érigée aux alentours de l'an 900 de notre ère.
Elle abrite de nombreuses œuvres d'art commandées par les grandes familles nobles de Gênes.

## Œuvres
L’église conserve des œuvres de maîtres comme  Francesco Maria Schiaffino, Lorenzo Fasolo, Alessandro Gherardini, Giuseppe Palmieri, Francesco Boccaccino, Pier Francesco Sacchi, Bernardo Castello, Aurelio Lomi et Tommaso Orsolino.
Elle comprend une série de fresques avec les Scènes de Vie de David ainsi que des maïoliques de l'école génoise du XVIe siècle.
Le maître autel comporte le groupe en marbre Assomption de Domenico Parodi (fin du XVIIe siècle). Dans la chapelle sur la gauche du presbytère se trouvent une Santa Rosa da Lima de Domenico Piola et un revêtement en marbre de Taddeo Carlone.
La quatrième chapelle sur la gauche comporte une Madonna del Rosario œuvre de l'atelier d'Anton Maria Maragliano et la première chapelle une peinture attribuée à Giovanni Battista Paggi (début du XVIIe siècle).
Le baptistère comporte un polyptyque d'un maître lombard anonyme du XVe siècle
Le portail principal de style toscan (milieu du XVe siècle) est surmonté d'une lunette gothique comportant une Crucifixion (XIVe siècle).
La loggia, en face du second cloître comporte des fresques de saints, une Vierge à l'Enfant, au premier étage, une Annonciation de Giusto d'Alemagna (1451), à l'étage du dessus, une statue de Sainte Catherine d'Alexandrie et un tabernacle en marbre attribué à Domenico Gagini (XVe siècle).

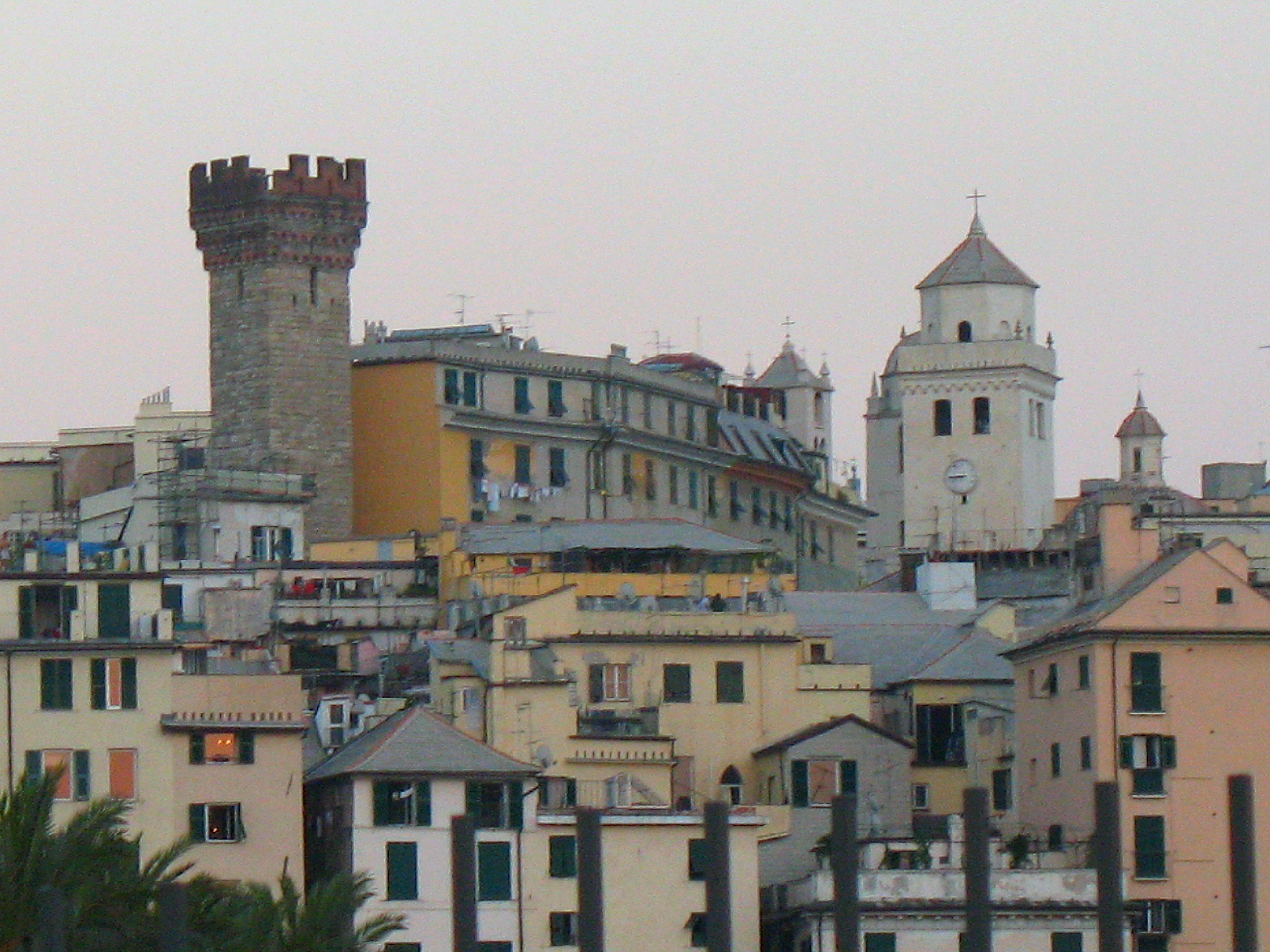
Castello et l'église flanquée de la tour degli Embriaci.
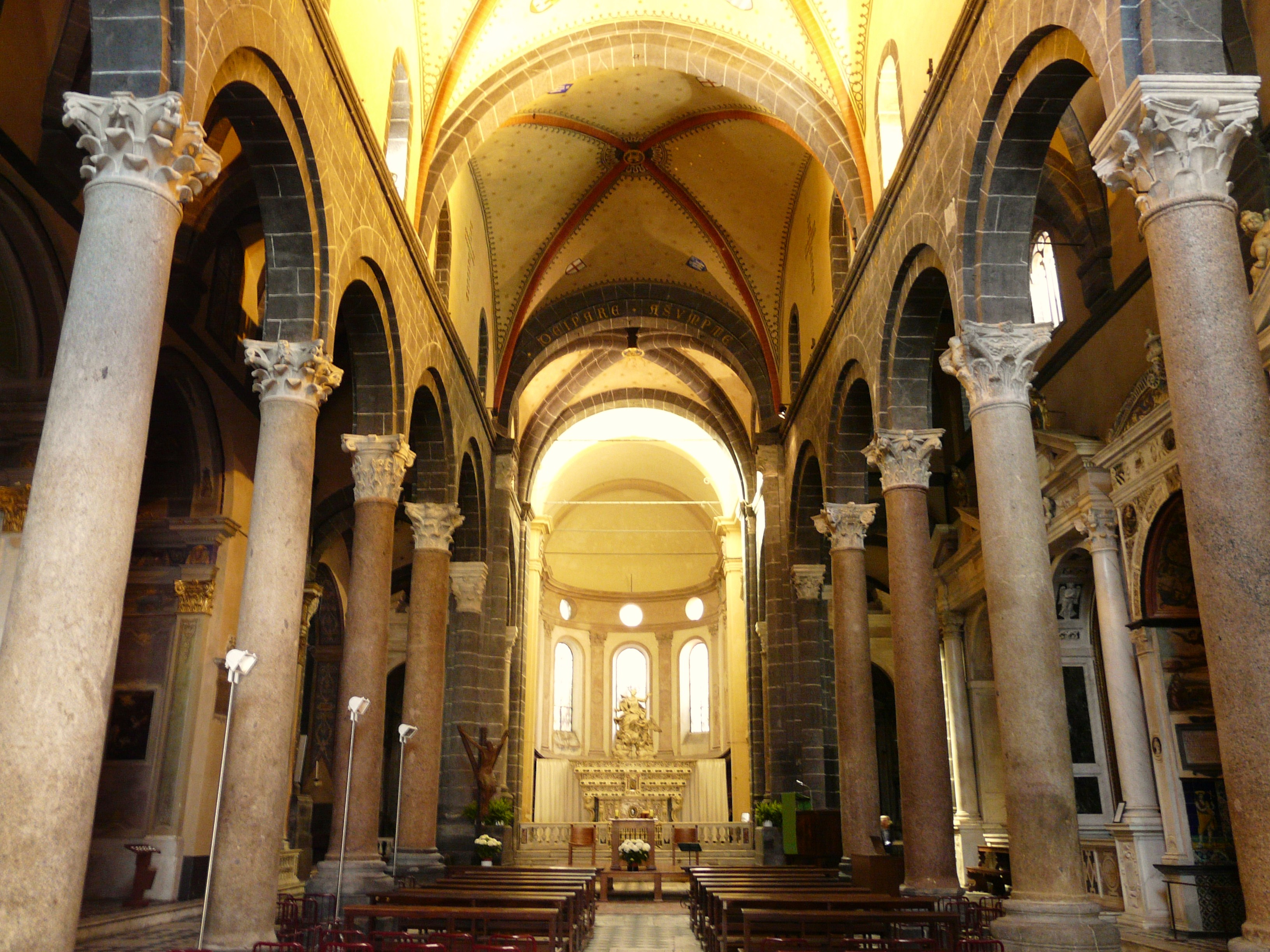
Intérieur de l'église.
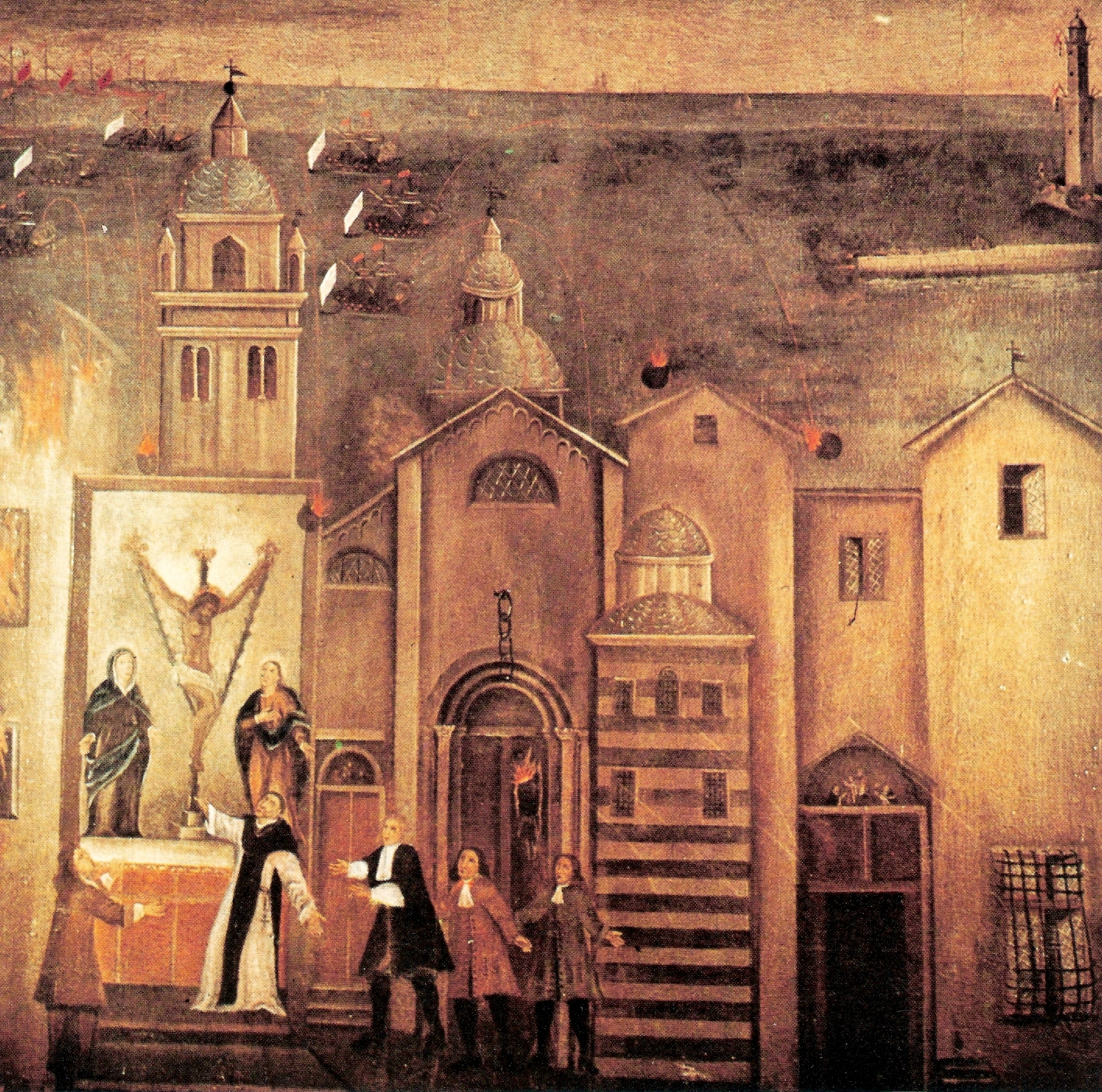
L'église sur une peinture du XVIIe siècle.
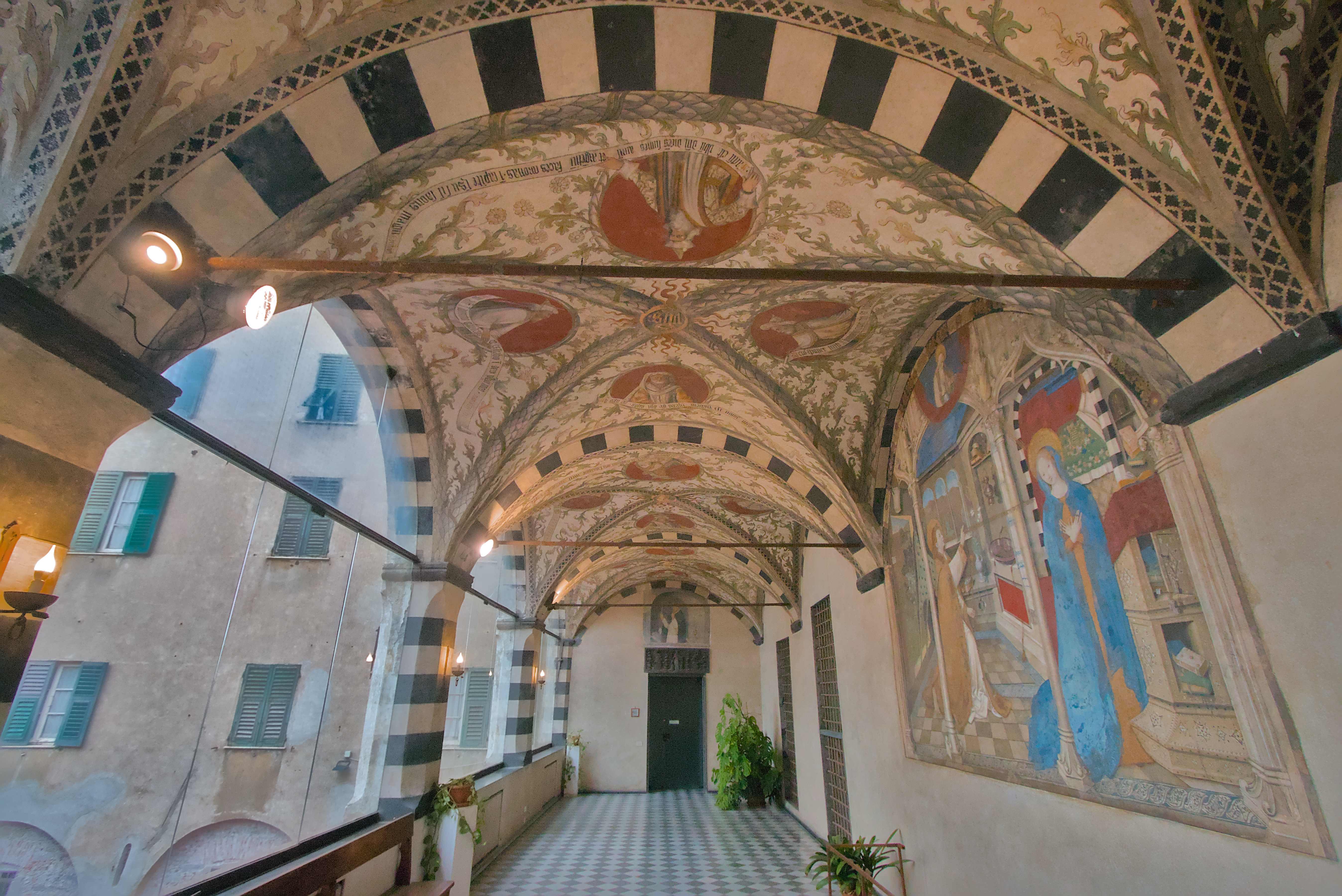
Loggia de l'Annonciation.
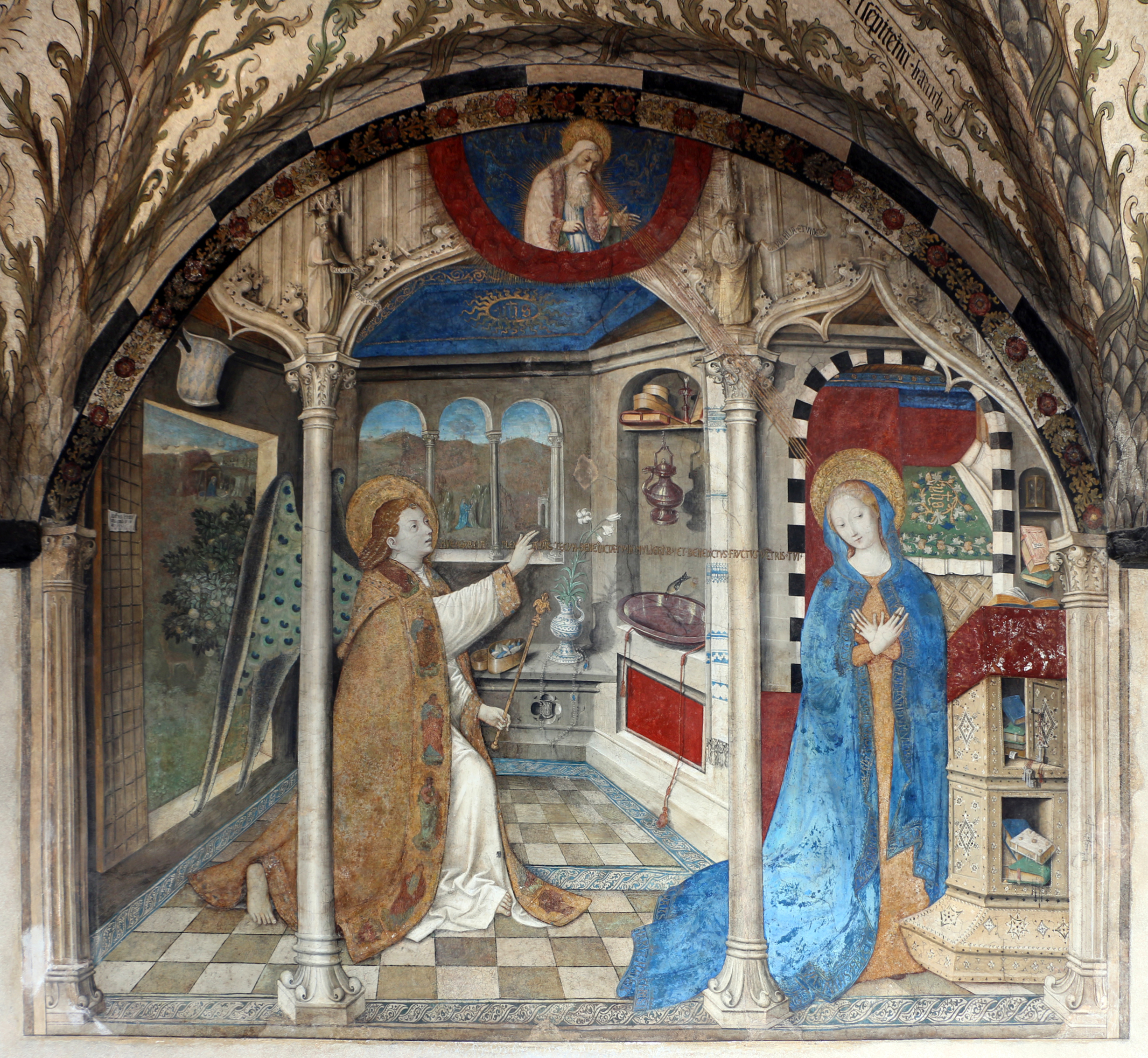
Annonciation de Giusto d'Alemagna.
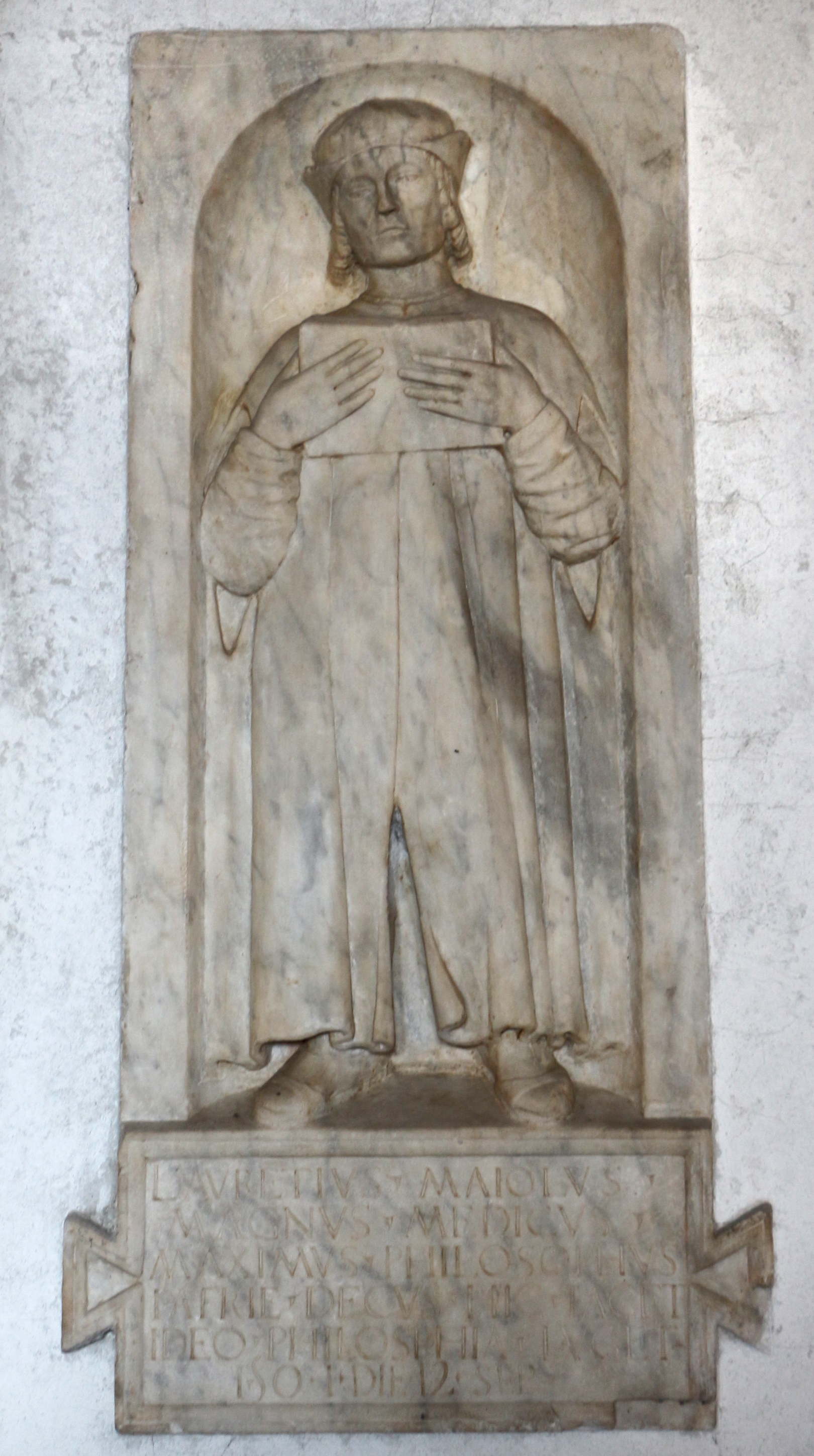
Statue commémorative de Lorenzo Maggiolo, 1501.
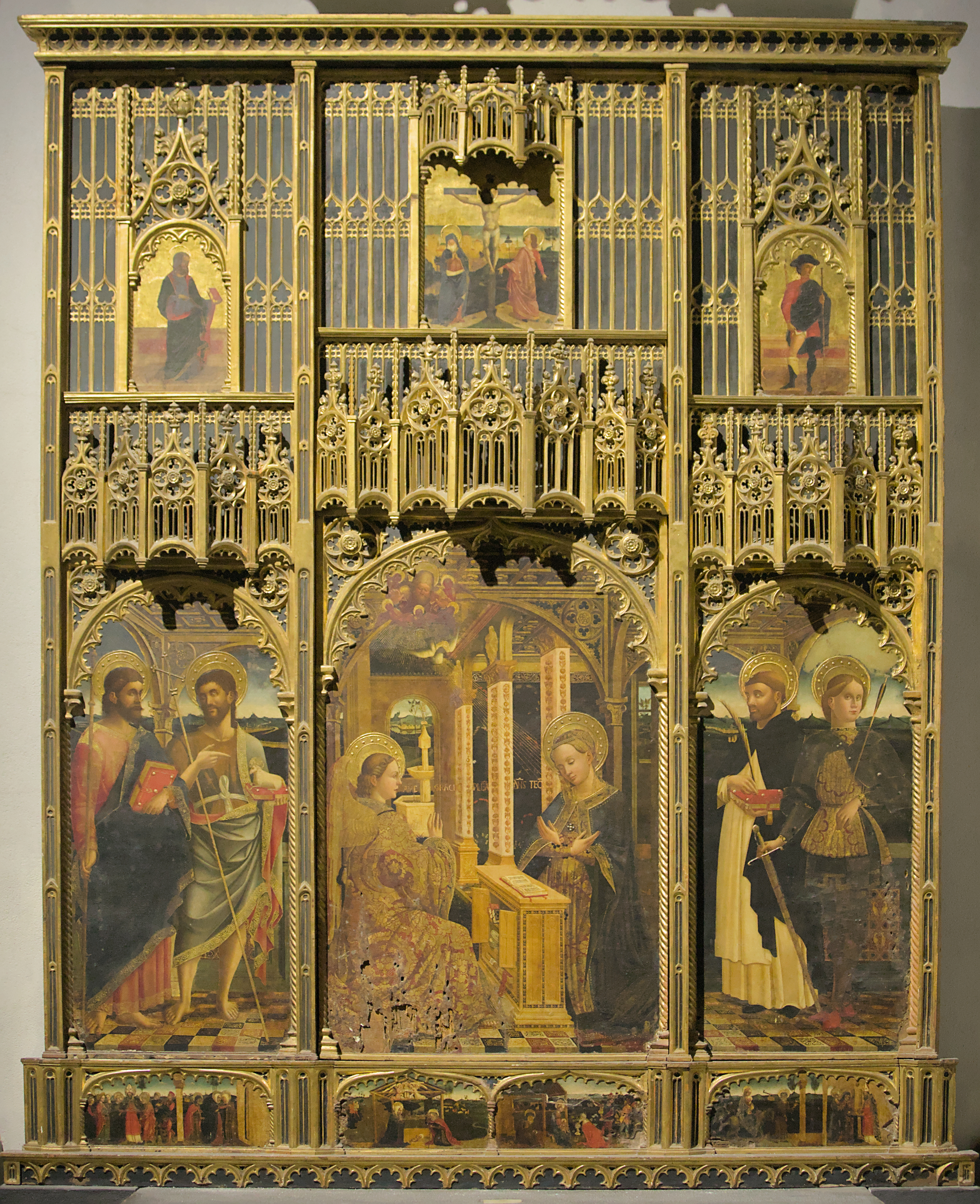
Polyptyque de l'Annonciation, par Giovanni Mazone (1469).
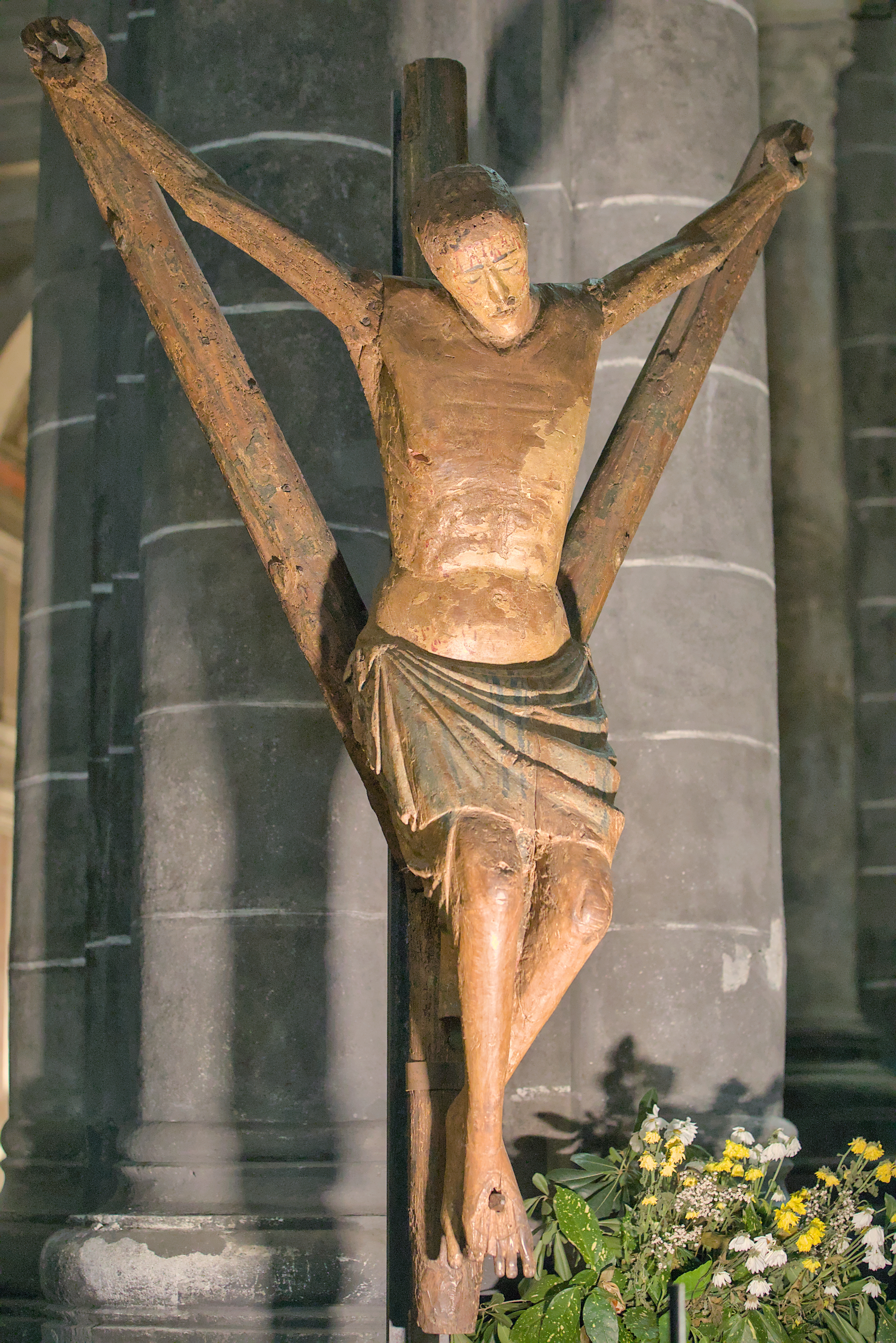
Crucifix en bois du XIIIe siècle.
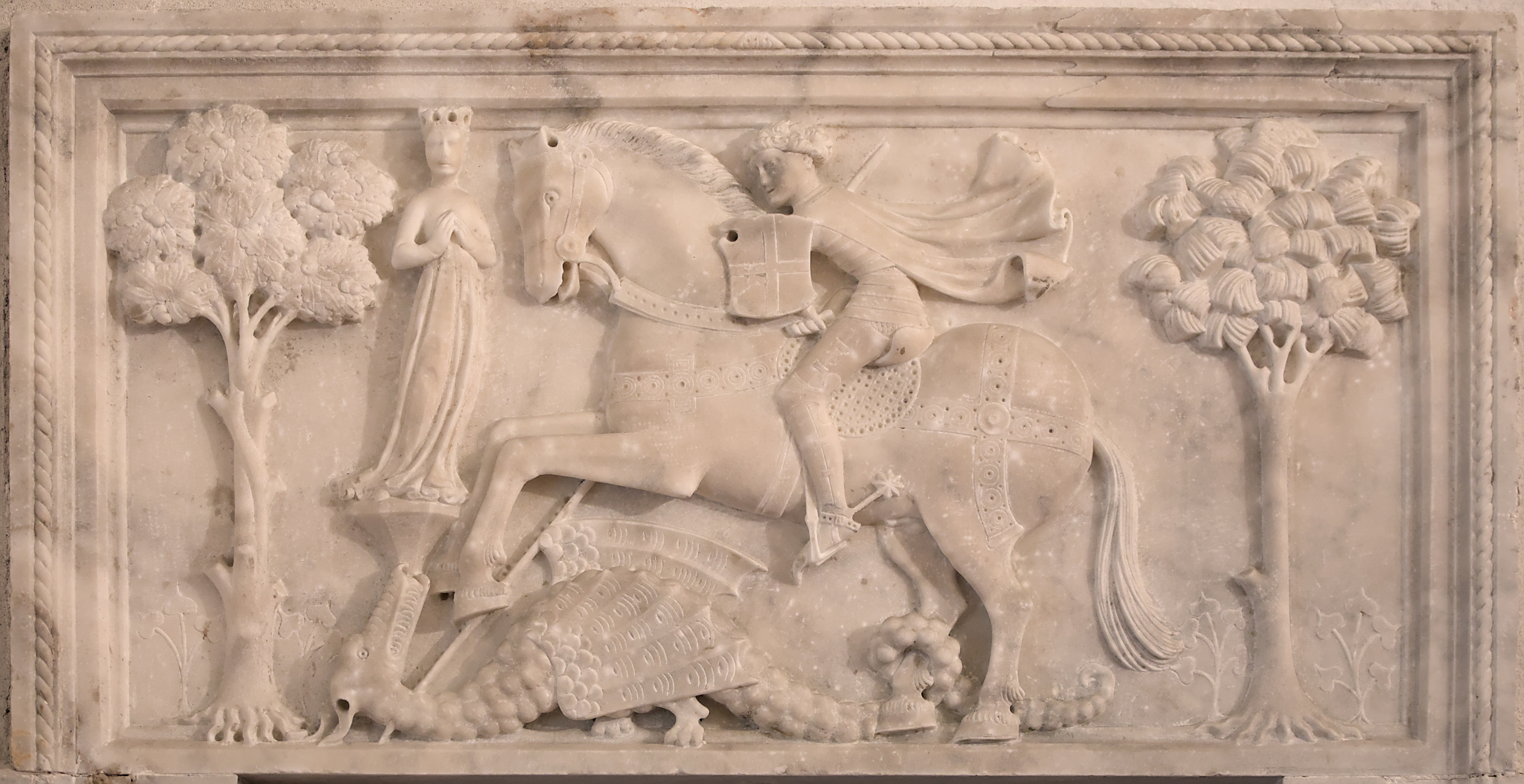
Bas-relief représentant Saint Georges terrassant le dragon, par les Gagini.

## Orgue
L'église possède une orgue Mascioni (it) opus 333 de l'année 1915.